# Hasta ayer
«Hasta Ayer» es una canción escrita por Manny Delgado e interpretada por la banda venezolana Los Terricolas en su álbum de estudio de 1979 del mismo título. Posteriormente fue versionada por el cantautor puertorriqueño-estadounidense Marc Anthony en su segundo álbum de estudio Todo a su tiempo (1995), transformándose en uno de sus principales éxitos.  En la reseña del álbum, Achy Obejas del Chicago Tribune lo llamó «un clásico pero bueno totalmente transformado por un canto conmovedor».  Un video musical de la versión de Marc Anthony fue filmado en la Ciudad de México y dirigido por Benny Corral.  En los Premios Lo Nuestro de 1997, fue nominada a Canción Tropical del Año.  Fue reconocida como la canción de mejor iterpretación del año en los Premios Latinos ASCAP de 1997 en el ámbito tropical.

## Listas

### Lista semanal
| Lista (1996)                 | Máxima posición |
| ---------------------------- | --------------- |
| Hot Latin Songs (Billboard)  | 6               |
| Tropical Airplay (Billboard) | 1               |

### Lista de fin de año
| Lista (1996)                 | Posición |
| ---------------------------- | -------- |
| Tropical Airplay (Billboard) | 3        |